# Cyrille Koupernik
Cyrille Koupernik est un psychiatre français d'origine russe né à Pétrograd le 13 mars 1917 et mort à Paris 18e le 16 février 2008. D'inspiration biologique il défendait aussi la psychothérapie médicale tout en étant très critique vis-à-vis de la psychanalyse. Il a collaboré à la revue Évolution psychiatrique. Koupernik avait aussi pris position contre les abus de la psychiatrie.